# Hugo Boss (estilista)
Hugo Ferdinand Boss (Metzingen, 8 de julho de 1885 – 9 de agosto de 1948) foi um estilista e empresário alemão. Ele foi o fundador da casa de moda Hugo Boss AG. Ele era um membro ativo do Partido Nazista já em 1931 e permaneceu leal à ideologia nazista alemã durante toda a existência do partido. Era conhecido como o estilista favorito de Adolf Hitler. Hugo era quem fornecia os uniformes do exército nazista, o Schutzstaffel.
Após o fim da Segunda Guerra Mundial, Boss alegou que trabalhou para o ditador não por questão ideológica, mas para "salvar sua empresa". No entanto, conforme livro "Hugo Boss, 1924-1945. A Clothing Factory During the Weimar Republic and Third Reich" do escritor Roman Koester, financiado pela própria marca Hugo Boss, ele seria um fiel seguidor do nacional-socialismo.